# Inno dell'Andalusia
L'inno dell'Andalusia è un brano musicale composto da José del Castillo Díaz, direttore della Banda Municipale di Siviglia e comunemente noto come Maestro Castillo, su testo di Blas Infante.

## Storia

### Le origini
La melodia si ispira al Santo Dio, una canzone popolare religiosa che i contadini e i braccianti di alcune regioni andaluse cantavano tradizionalmente durante la Vendemmia. Blas Infante venne a conoscenza di questa canzone mentre studiava alla scuola degli Scolopi di Archidona e più tardi, mentre lavorava come notaio nel comune di Cantillana, lo interpretò come un canto di preghiera. Così, Blas Infante fece notare il canto al Maestro Castillo, che ne adattò ed armonizzò la melodia.

### Il Testo
Il testo dell'inno voleva essere un invito al popolo andaluso a mobilitarsi per chiedere "terra e libertà" tramite un processo di riforma agraria e uno statuto di autonomia politica.

### Il debutto
L'inno andaluso venne presentato dalla Banda Municipale di Siviglia, sotto la direzione di José del Castillo, in un concerto tenutosi nell'Alameda de Hércules il 10 luglio del 1936, una settimana prima dell'inizio della Guerra Civile spagnola. Durante la guerra, Francisco Franco conservò solo uno spartito con la versione per pianoforte dell'inno, il quale venne poi rieseguito dopo quasi trent'anni, durante la transizione democratica nel Teatro Lope de Vega dalla stessa banda il 18 ottobre del 1979. Due anni prima, nel mese di aprile del 1977, Carlos Cano scrisse un adattamento cantato dal coro Heliopolis, registrato a Siviglia, al quale parteciparono anche alcuni ex colleghi di Blas Infante. Dal 1980 sono state realizzate numerose versioni dell'inno, ricordando in particolare gli arrangiamenti effettuati da Manuel Castillo nel 1980 e la versione del gruppo musicale Jarcha pubblicata nel suo disco Andalucía en pie.

## L'inno e lo Statuto di autonomia dell'Andalusia
Ai sensi dell'articolo 6.2 dello Statuto di autonomia dell'Andalusia, 1981:
Ai sensi dell'articolo 5 della legge 3/1982, l'inno e lo stendardo dell'Andalusia:
Ai sensi dell'articolo 3.3 dello Statuto di autonomia dell'Andalusia 2007:

## L'inno non ufficiale
Quello di José del Castillo non è l'unico inno composto per l'Andalusia: nei primi anni del Novecento la Giralda Pasodoble, di Eduardo Lopez Juarranz, venne considerata inno non ufficiale dell'Andalusia dalla cerchia regionalista andalusa dell'Ateneo di Siviglia. Utilizzato ancora nel 1930, venne suonato in anteprima presso la sede di Madrid come inno dell'Andalusia, con testi e musica di Conrad Goettig e Andrés María del Carpio.